# Бейвель, Александр Францевич

Члены городской управы Челябинска: стоят И. М. Зобнин, Новиков, М. И. Бухарин, С. И. Ильин, В. А. Протасов; сидят В. Д. Котельников, Н. С. Столбов, А. Ф. Бейвель, И. С. Шихов, А. П. Смолин, 1903 год

Мемориальная доска на здании ГКБ № 1 г. Челябинска

Мемориальная доска. Челябинск, ул. Кирова, 112

Алекса́ндр Фра́нцевич Бейвель (7 [19] марта 1867, Житомир — 9 февраля 1939, Копейск, Челябинская область) — общественный деятель, доктор медицины, городской голова Челябинска в 1903—1911 годах, коллежский асессор.

## Биография
Александр Францевич Бейвель родился 7 (19) марта 1867 года в дворянской семье работавшего в Российской империи преподавателем подданного Французской империи в Житомире Житомирского уезда Волынской губернии. В 1877 году его отец был переведён в Оренбургскую губернию.
По окончании Оренбургской гимназии Александр Бейвель поступил на медицинский факультет Императорского Казанского университета. 27 мая (8 июня)  1889 года учёным советом университета Бейвель был утверждён в звании уездного лекаря и в том же году определён на должность врача в селе Воскресенском Воскресенской волости Челябинского уезда Оренбургской губернии, где принял российское подданство.
С 1892 года работал врачом Челябинской городской больницы. В этот период была эпидемия тифа, Бейвель также лечил широко распространённые глазные болезни и трахому. На звание доктора медицины Бейвель подготовил диссертацию на тему «Болезнь глаз и слепота у казачьего населения Челябинской станицы Оренбургского казачьего войска по данным поголовного осмотра». С августа 1894 года Бейвель находился в командировке с целью научного усовершенствования, а 26 апреля 1897 года был удостоен степени доктора медицины.
В Челябинске Бейвель сочетал работу врача с общественной деятельностью. В 1898 году был избран гласным городской Думы, стал одним из инициаторов открытия в Челябинске Обязательства взаимного кредита. С 1898 по 1903 год состоял членом комиссии по постройке здания Народного дома.
В 1899 году Александр Бейвель был произведён в чин коллежского асессора. Общественная деятельность отнимала много сил и времени, поэтому 26 июля (8 августа)  1900 года он ушёл с должности врача.
В феврале 1902 года он вновь был избран гласным городской Думы, а с 12 (25) ноября 1903 года — городским головой Челябинска. Во время русско-японской войны работал председателем комитета по оказанию помощи воинам, пострадавшим в войне, и их семьям. В 1904 году был избран председателем правления городского взаимного Общества от огня страхования. У Бейвеля был свой строительный бизнес, среди построенных домов было здание, в котором впоследствии разместился кинотеатр «Знамя», здание реального училища (1904—1905). В 1911 году Бейвель подал прошение оренбургскому губернатору об увольнении от должности городского головы и 26 апреля (9 мая)  1911 года вышел в отставку.
За время его деятельности главой города доходы бюджета Челябинска возросли вдвое, были замощены улицы и площади центральной части города, устроены электрическое освещение и телефонная связь, построены здания реального училища и женской гимназии, несколько школ и училищ, корпуса для городских лавок, новый приют, две пожарные части, осуществлена большая часть работ по строительству водопровода. Позже в реальном училище в его честь назвали стипендию.
После отставки совмещал частную медицинскую практику и строительную подрядную деятельность. В 1914 году он вновь был выбран гласным городской Думы, одновременно с этим работал в санитарно-медицинской комиссии городской управы. В 1915 году его мобилизовали и отправили заведовать лазаретом в имении купца Архипова.
Сохранились[где?] сведения[какие?] о том, что во время гражданской войны французский консул уговаривал Александра Бейвеля вернуться с семьей на историческую родину, но тот отказался.
До 1931 года Бейвель жил в Челябинске, продолжал заниматься частной практикой. С конца 1920-х годов был обложен огромным налогом с запретом на занятия частной практикой, что вынудило его в 1932 году вместе с семьёй переехать в Копейск, где он состоял консультантом при поликлинике и преподавал в техникуме сестёр милосердия.
Александр Францевич Бейвель умер 9 февраля 1939 года (по другим данным 7 февраля) в Копейске Челябинской области. Похоронен в Копейске. На могиле был установлен мраморный памятник, изображавший Бейвеля в полный рост, однако, когда в 1942 году на месте кладбища началось возведение авторемонтного завода, жителям разрешили перезахоронить только прах шахтёров, и могила Александра Бейвеля была утеряна.

## Награды
- Императорский и Царский Орден Святого Станислава III степени, 1899 год.

## Память
- Улица Бейвеля в Курчатовском районе города Челябинска.
- Мемориальная доска на здании Городской клинической больницы № 1, город Челябинск, улица Воровского, дом 16 корпус 5б — 55°09′17″ с. ш. 61°23′34″ в. д.HGЯO[6]
- Мемориальная доска на здании кинотеатра «Знамя», город Челябинск, улица Кирова, дом 112, скульптор Воробьёв, архитектор Екатерина Ощепкова — 55°09′41″ с. ш. 61°24′02″ в. д.HGЯO[7]

## Семья
Отец Франц Кловис Амабль Бейвель (1828, Париж — ?)
Жена Анна Васильевна Караваева (ок. 1879 — после 1924); дети:
- Георгий (1899—?), врач
- Евгения (1900—?), в замужестве Котельникова
- Герман (26 ноября 1911—31 мая 1989), морской офицер
- Кирилл
- Савва